# Milan Petržela
Milan Petržela (* 19. června 1983 Hoštice-Heroltice) je český profesionální fotbalista, který hraje na pozici křídelníka za český klub 1.FC Slovácko. Mezi lety 2010 a 2016 odehrál také 19 utkání v dresu české reprezentace.
V zahraničí hrál v německém klubu FC Augsburg. Je to rychlostní typ záložníka, čehož využívá k průnikům po křídle.

## Klubová kariéra
V mládeži si zahrál si v týmech TJ Hoštice-Heroltice, FC Petra Drnovice, SK Rostex Vyškov a FC Zeman Brno. Poté se vrátil zpět do Drnovic, kde se před jarní částí ročníku 2002/03 propracoval do seniorského mužstva.

### 1. FC Synot
V létě 2003 jej získal na přestup celek 1. FC Synot. Za moravský tým (který byl později přejmenován na 1. FC Slovácko) začal hrát pravidelně prvoligové zápasy. Celkem si připsal za Synot 70 ligových startů, během kterých nastřílel tři branky.

### Sparta Praha
V dubnu 2006 Petržela podepsal tříletou smlouvu platnou od léta 2006 se Spartou Praha. Celý transfer ze Slovácka do Sparty se zrealizoval údajně za osm milionů Kč. V klubu se neprosadil. Odehrál pouze jedno ligové střetnutí, gól nedal.

#### Jablonec (hostování)
Po přestupu do Sparty zamířil hráč obratem na půl roku hostovat do klubu FK Jablonec 97. V zimě 2006/07 si Sparta Praha stáhla Petrželu zpět do svých řad, ale již 1. března byl poslán zpět na hostování do Jablonce. Zde nastoupil k 24 zápasům v lize, během nichž vsítil jednu branku. Bylo to ve 24. ligovém kole 22. dubna 2007 proti hostujícímu týmu FC Tescoma Zlín. Milan Petržela vystřídal o poločase Jiřího Homolu a v 75. minutě vyrovnal na konečných 1:1.

### Viktoria Plzeň
Od ledna 2008 hostoval ve Viktorii Plzeň ze Sparty. Hostování se v létě 2008 změnilo v přestup a Milan uzavřel se Západočechy kontrakt platný na tři roky.

#### Sezóna 2010/11
Dne 8. července 2010 nastoupil v dresu Plzně k historicky prvnímu zápasu Českého Superpoháru, který sehrávají mistr ligy (tehdy AC Sparta Praha) a vítěz národního poháru (FC Viktoria Plzeň). Trofej vyhrála pražská Sparta, utkání skončilo výsledkem 1:0. V sezóně 2010/11 získal se západočeským klubem ligový titul, k němuž přispěl 7 góly ve 26 zápasech.

#### Sezóna 2011/12
Dne 22. července 2011 nastoupil k zápasu o český Superpohár, který Plzeň na domácím stadionu vyhrála nad FK Mladá Boleslav až na pokutové kopy 4:2 (po 90 minutách byl stav 1:1, prodloužení se v tomto utkání nehraje). Západočeský klub bojoval v posledním kole se Slovanem Liberec o titul, utkání skončilo nerozhodně 0:0, tento výsledek stačil Liberci na první místo a Plzeň spadla na 3. příčku za pražskou Spartu. Petržela nastřádal v této sezoně celkem 27 ligových startů a 7 gólů. Jeden z nich padl po krásné individuální akci – po sólu přes téměř celé hřiště proti Hradci Králové 28. října 2011. Petržela na vlastní polovině převzal míč od Marka Bakoše a po dlouhém sprintu vstřelil gól v 65. minutě na 3:0, nezastavili jej ani 4 protihráči. Utkání skončilo vysokým vítězstvím Plzně 5:0. Tato branka se dostala v roce 2013 do nominace o nejkrásnější gól české ligy.
Plzeň se v sezóně 2011/12 Ligy mistrů propracovala z 2. předkola až do základní skupiny Ligy mistrů UEFA. Ve druhém předkole přešla přes arménský celek Pjunik Jerevan po výsledcích 4:0 a 5:1. Ve 3. předkole následoval postup přes norský Rosenborg Trondheim (výhry 1:0 a 3:2). V tomto dvojzápase Milan Petržela jednou skóroval. Ve 4. předkole přešla Viktorii přes dánský FC Kodaň (výhry 3:1 a 2:1). V základní skupině H si zahrál proti dvěma evropským velkoklubům FC Barcelona (prohry 0:2 a 0:4) a AC Milan (prohra 0:2 a remíza 2:2). Ve druhém domácím utkání zařídil svým gólem několik sekund před koncem utkání remízu 2:2 s AC Milán. Třetím klubem, s nímž se západočeský klub utkal byl běloruský BATE Borisov (výhra 1:0 a remíza 1:1). Plzeň obsadila v konečném součtu 3. místo před BATE a díky tomu si zajistila účast v jarní vyřazovací části Evropské ligy 2011/12. Zde se Plzeň střetla s německým Schalke 04 a po výsledcích 1:1 doma a 1:3 venku po prodloužení vypadla.

### Augsburg
Po Mistrovství Evropy ve fotbale 2012 přestoupil do týmu německé Bundesligy FC Augsburg za částku kolem 10 miliónů korun. Podepsal tříletý kontrakt. Setkal se zde s krajanem Janem Morávkem, jenž v týmu působil na jaře na hostování a před letní přestávkou přestoupil z FC Schalke 04. Právě Morávek pomáhal Petrželovi s vyřizováním mimofotbalových záležitostí. Během prvních 7 kol německé Bundesligy hrál Milan Petržela v 6 utkáních, třikrát střídal a třikrát byl střídán, gól nevstřelil. Po sezoně 2012/13 se s klubem dohodl na předčasném ukončení smlouvy.

### Viktoria Plzeň (návrat)
V červnu 2013 se vrátil zpět do Plzně, kde podepsal tříletý kontrakt.

#### Sezóna 2013/14
V prvním soutěžním zápase nastoupil za Viktorii 12. července 2013 v Superpoháru proti FK Baumit Jablonec (prohra 2:3). Skóroval 19. července 2013 (1. kolo Gambrinus ligy 2013/14) proti hostujícímu týmu Bohemians 1905, podílel se tak na drtivé výhře 5:0 (tento gól byl později překlasifikován jako vlastní gól hráče Štochla). Střelecky se prosadil 23. července v odvetě 2. předkola Ligy mistrů UEFA 2013/14 proti domácímu bosenskému týmu FK Željezničar Sarajevo, Plzeň vyhrála 2:1 a postoupila do 3. předkola. Zahrál si i v základní skupině Ligy mistrů, kde se viktoriáni střetli s německým Bayernem Mnichov, anglickým Manchesterem City a ruským CSKA Moskva. V odvetě šestnáctifinále Evropské ligy 2013/14 27. února 2014 proti FK Šachtar Doněck se jedním gólem podílel na vítězství 2:1 a postupu Plzně do osmifinále soutěže.
1. listopadu 2013 odehrál velmi podařený zápas při ligové výhře Plzně 6:1 nad hostujícím Jabloncem. Byl aktivní, dvakrát asistoval při gólu a po faulu na něj se navíc kopal pokutový kop, který proměnil Pavel Horváth. 9. listopadu 2013 vstřelil první ligový gól po svém návratu z Německa v utkání s FK Mladá Boleslav, Plzeň vyhrála 2:1. 30. listopadu 2013 vstřelil z ostrého úhlu druhý gól v posledním ligovém kole podzimní části proti Příbrami, zápas skončil výsledkem 2:0. 29. března 2014 v souboji předních týmů Gambrinus ligy proti FC Slovan Liberec dvakrát překonal brankáře soupeře Lukáše Hrošša (první gól byl s pomocí teče). Viktoria deklasovala Slovan 6:0. S klubem skončil na konci sezony 2013/14 na 2. místě v české lize i českém poháru. Ve finále poháru proti Spartě Praha byl smolařem zápasu, v nastaveném čase se po jeho ruce pískala penalta, díky které Sparta vyrovnala na 1:1. V penaltovém rozstřelu pak Petržela neproměnil rozhodující pokus.

#### Sezóna 2014/15
V prvním soutěžním zápase nastoupil za Viktorii 18. července 2014 v Superpoháru proti AC Sparta Praha (prohra 0:3). Díky umístění Plzně na druhé příčce konečné tabulky předchozí sezóny se s Viktorkou představil ve 3. předkole Evropské ligy UEFA 2014/15 proti rumunskému týmu FC Petrolul Ploiești. V první utkání klub uhrál na půdě soupeře nadějnou remízu 1:1. V odvetě Plzeň prohrála 1:4 a z evropských pohárů vypadla. Dvě kola před koncem ročníku 2014/15 Synot ligy získal s mužstvem Plzně mistrovský titul.

#### Sezóna 2015/16
18. července 2015 se podílel na zisku Superpoháru, když Viktorka porazila FC Slovan Liberec 2:1. S Plzní se představil ve 3. předkole Ligy mistrů UEFA, kde klub narazil na izraelský celek Maccabi Tel Aviv FC. V prvním zápase na půdě soupeře Viktorka zvítězila 2:1, Petržela dal ve 21. minutě gól na 2:0. V odvetě tým prohrál 0:2 a vypadl. S mužstvem následně hrál 4. předkolo Evropské ligy UEFA, kde tým narazil na klub ze Srbska, konkrétně na FK Vojvodina Novi Sad. Po výhrách 3:0 a 2:0 (v tomto zápase Petržela nenastoupil) Plzeň postoupila do základní skupiny Evropské ligy, kde bylo mužstvo nalosováno do skupiny E společně s FK Dinamo Minsk (Bělorusko), Villarreal CF (Španělsko) a Rapid Vídeň (Rakousko). V první zápase skupinové fáze Evropské ligy proti Dinamu Minsk (výhra 2:0) vstřelil ve 75. minutě druhou branku zápasu. Západočeši získali ve skupině čtyři body, skončili na třetím místě a do jarní vyřazovací části nepostoupili. Fotbalista chyběl v základní skupině Evropské ligy pouze v jednom střetnutí, v odvetě proti Dinamu Minsk. V září 2015 prodloužil s týmem smlouvu do konce ročníku 2016/17. V ročníku 2015/16 získal tři kola před koncem sezony s Viktorkou mistrovský titul, klub dokázal ligové prvenství poprvé v historii obhájit.

#### Sezóna 2016/17
S Viktorkou postoupil přes ázerbájdžánský Qarabağ FK (remízy 0:0 a 1:1) do 4. předkola – play-off Ligy mistrů UEFA, což znamenalo jistou podzimní účast Plzně v evropských pohárech. 4. předkolo LM Západočeši proti bulharskému PFK Ludogorec Razgrad výsledkově nezvládli. Prohráli 0:2 (v tomto střetnutí Petržela nenastoupil) a v odvetě na domácí půdě remizovali 2:2, kvůli čemuž se museli spokojit s účastí ve skupinové fázi Evropské ligy UEFA. Viktorka byla nalosována do základní skupiny E společně s AS Řím (Itálie), Austria Vídeň (Rakousko) a FC Astra Giurgiu (Rumunsko).
V první kole se Viktoria střetla 15. 9. 2016 na domácí půdě s AS Řím (remíza 1:1). Petržela přišel na hřiště v 72. minutě, když vystřídal Martina Zemana. K dalšímu zápasu základní skupiny cestovala Plzeň 29. září 2016 do Rakouska, kde se střetla s Austrií Vídeň. Petržela nastoupil v základní sestavě a hrál do 58. minuty, střetnutí skončilo bezbrankovou remízou. 20. 10. 2016 podlehla Plzeň s Petrželou v základní sestavě Astře Giurgiu 1:2. V Odvetě hrané 3. listopadu 2016 na hřišti Astry předvedla Viktorka velmi kvalitní výkon, ale v konečném důsledku jen remizovala se soupeřem 1:1. V dalším střetnutí Plzeň definitivně ztratila naději na postup, když podlehla římskému AS v poměru 1:4. Z výhry se Západočeši radovali až v posledním střetnutí hraném 8. prosince 2016, kdy před domácím publikem otočili zápas proti Austrii Vídeň z 0:2 na 3:2, přestože od 18. minuty hráli oslabeni o jednoho hráče. Plzeň touto výhrou ukončila 14 zápasovou sérii bez vítězství v Evropské lize. Viktoria skončila v základní skupině na třetím místě.

#### Sezóna 2017/18
V sezóně 2017/18 došel Petržela s Plzní až do osmifinále Evropské ligy, kde Viktoria nepostoupila přes portugalský Sporting. V domácí soutěži Petržela přispěl 2 brankami a 5 asistencemi k zisku dalšího ligového titulu.

#### Sezóna 2018/19
V následující sezóně si Petržela zahrál s Plzní základní skupinu Ligy mistrů, po zisku 7 bodů se umístila na třetí příčce a zajistila si tak účast v šestnáctifinále Evropské ligy, kde však padla s Dinamem Záhřeb. V jarní části sezóny vypadl Petržela ze sestavy Plzně a v létě klub po 6 sezónách opustil.

### Slovácko (návrat)
Po odchodu z Viktorie Plzeň se Petržela v létě 2019 vrátil do Slovácka, kde již v minulosti působil. V týmu Martina Svědíka patřil od počátku svého angažmá k nejdůležitějším hráčům a svými zkušenostmi skvěle doplnil mladý kádr.
V sezóně 2020/21 skončilo Slovácko na 4. příčce a postoupilo do předkola Konferenční ligy. V evropských pohárech Slovácko debutovalo 22. července 2021 proti Lokomotivu Plovdiv.
V sezóně 2021/22 zvítězilo Petrželovo Slovácko v českém poháru, ve finále porazilo Spartu Praha 3:1.
Díky zisku poháru se Slovácko kvalifikovalo do předkola Evropské ligy, kde však padlo s tureckým Fenerbahçe (po výsledcích 0:3 a 1:1). Ve čtvrtém předkole Konferenční ligy ale Slovácko dokázalo dvakrát porazit švédský AIK a poprvé ve své historii se kvalifikovalo do základní skupiny evropského poháru.
V listopadu 2022 nastoupil Petržela v utkání 15. kola první ligy s Pardubicemi a připsal si rekordní 465. start v nejvyšší soutěži. Překonal tak o jeden zápas dosavadní maximum Jaroslava Šilhavého.
V prosinci 2023 si pětistým startem v první fotbalové lize vylepšil vlastní rekord. Na tiskové konferenci po zápase také řekl, že má chuť pokračovat a počet odehraných utkání navyšovat.

## Klubové statistiky
| Sezona  | Klub                      | Soutěž         | Zápasy | Góly |
| ------- | ------------------------- | -------------- | ------ | ---- |
| 2002/03 | FK Drnovice               | MSFL           | -      | -    |
| 2003/04 | 1. FC Slovácko            | Gambrinus liga | 20     | 1    |
| 2004/05 | 1. FC Slovácko            | Gambrinus liga | 29     | 2    |
| 2005/06 | 1. FC Slovácko            | Gambrinus liga | 21     | 0    |
| 2006/07 | FK Jablonec 97 (host.)    | Gambrinus liga | 24     | 1    |
| 2007/08 | AC Sparta Praha           | Gambrinus liga | 1      | 0    |
| 2007/08 | FC Viktoria Plzeň (host.) | Gambrinus liga | 10     | 2    |
| 2008/09 | FC Viktoria Plzeň         | Gambrinus liga | 26     | 5    |
| 2009/10 | FC Viktoria Plzeň         | Gambrinus liga | 29     | 1    |
| 2010/11 | FC Viktoria Plzeň         | Gambrinus liga | 26     | 7    |
| 2011/12 | FC Viktoria Plzeň         | Gambrinus liga | 27     | 7    |
| 2012/13 | FC Augsburg               | Bundesliga     | 12     | 0    |
| 2013/14 | FC Viktoria Plzeň         | Gambrinus liga | 26     | 5    |
| 2014/15 | FC Viktoria Plzeň         | Synot liga     | 27     | 3    |
| 2015/16 | FC Viktoria Plzeň         | Synot liga     | 27     | 3    |
| 2016/17 | FC Viktoria Plzeň         | HET liga       | 23     | 2    |
| 2017/18 | FC Viktoria Plzeň         | HET liga       | 24     | 2    |
| 2018/19 | FC Viktoria Plzeň         | FORTUNA liga   | 22     | 1    |
| 2019/20 | 1. FC Slovácko            | FORTUNA liga   | 27     | 4    |
| 2020/21 | 1. FC Slovácko            | FORTUNA liga   | 33     | 5    |
| 2021/22 | 1. FC Slovácko            | FORTUNA liga   | 30     | 4    |
| 2022/23 | 1. FC Slovácko            | FORTUNA liga   | 14     | 0    |

## Reprezentační kariéra

### Mládežnické reprezentace
Milan Petržela působil v českých mládežnických reprezentacích do 20 a 21 let. Reprezentoval ČR na Mistrovství světa hráčů do 20 let 2003 ve Spojených arabských emirátech, kde český tým vedený Pavlem Vrbou obsadil po remízách 1:1 s Austrálií a s Brazílií a porážce 0:1 s Kanadou obsadil nepostupové čtvrté místo v základní skupině C.

### A-mužstvo
V A-mužstvu ČR debutoval pod trenérem Michalem Bílkem v kvalifikačním utkání 12. října 2010 proti domácímu Lichtenštejnsku (výhra ČR 2:0), naskočil do zápasu v jeho závěru.
Po evropském šampionátu 2012 nastoupil v prvním přátelském utkání nového reprezentačního cyklu 15. srpna 2012 ve Lvově proti domácí Ukrajině (0:0, odehrál druhý poločas). 8. září v Kodani proti Dánsku (kvalifikační zápas o MS 2014 v Brazílii, opět 0:0) nenastoupil. V dalším přátelském utkání v Teplicích proti Finsku 11. září odehrál druhý poločas (prohra 0:1). 12. října v 61. minutě kvalifikačního zápasu proti Maltě střídal na hřišti Františka Rajtorala. Po čtyřzápasovém střeleckém trápení českého týmu bez vstřeleného gólu (mimo tří výše zmíněných zápasů ještě prohra 0:1 z evropského šampionátu s Portugalskem) zvítězila ČR 3:1, v nastaveném čase chytil ještě Petr Čech přísně nařízený pokutový kop po lehkém střetu Milana Petržely s protihráčem.
Trenér Karel Jarolím jej na podzim 2016 využil v kvalifikaci na MS 2018 v Rusku. 28. listopadu 2016 oznámil Petržela konec své reprezentační kariéry, celkem odehrál v letech 2010–2016 v českém národním týmu 19 zápasů, gól nevstřelil.

#### EURO 2012
Milan Petržela se zúčastnil EURA 2012 v Polsku a na Ukrajině. Ze čtyř zápasů, které na šampionátu český tým odehrál nastoupil pouze v úvodním zápase českého týmu v základní skupině A s Ruskem (prohra ČR 1:4), když v 76. minutě střídal Petra Jiráčka.

### Reprezentační zápasy
| Rok    | Zápasy | Góly |
| ------ | ------ | ---- |
| 2004   | 9      | 0    |
| 2005   | 5      | 0    |
| Celkem | 14     | 0    |

| Rok    | Zápasy | Góly |
| ------ | ------ | ---- |
| 2010   | 2      | 0    |
| 2011   | 6      | 0    |
| 2012   | 6      | 0    |
| 2014   | 2      | 0    |
| 2015   | 1      | 0    |
| 2016   | 2      | 0    |
| Celkem | 19     | 0    |

## Kontroverze
Milan Petržela měl několik disciplinárních prohřešků a nesportovních zákroků. Třikrát šlápl na ležícího soupeře (v roce 2008 na slávistu Tijani Belaida, v únoru 2011 na hradeckého Jiřího Poděbradského, v březnu 2015 na Levana Keniju ze Slavie Praha) a byl také trestán za ohnání se po protihráči Martinu Frýdkovi z Liberce.